# Rúben Vinagre
Rúben Gonçalo da Silva Nascimento Vinagre (ur. 9 kwietnia 1999 w Charneca de Caparica) – portugalski piłkarz występujący na pozycji obrońcy w polskim klubie Legia Warszawa.

## Sukcesy

### Klubowe

#### Legia Warszawa
- Puchar Polskiː 2024/2025 [3]